# 케르케나제도

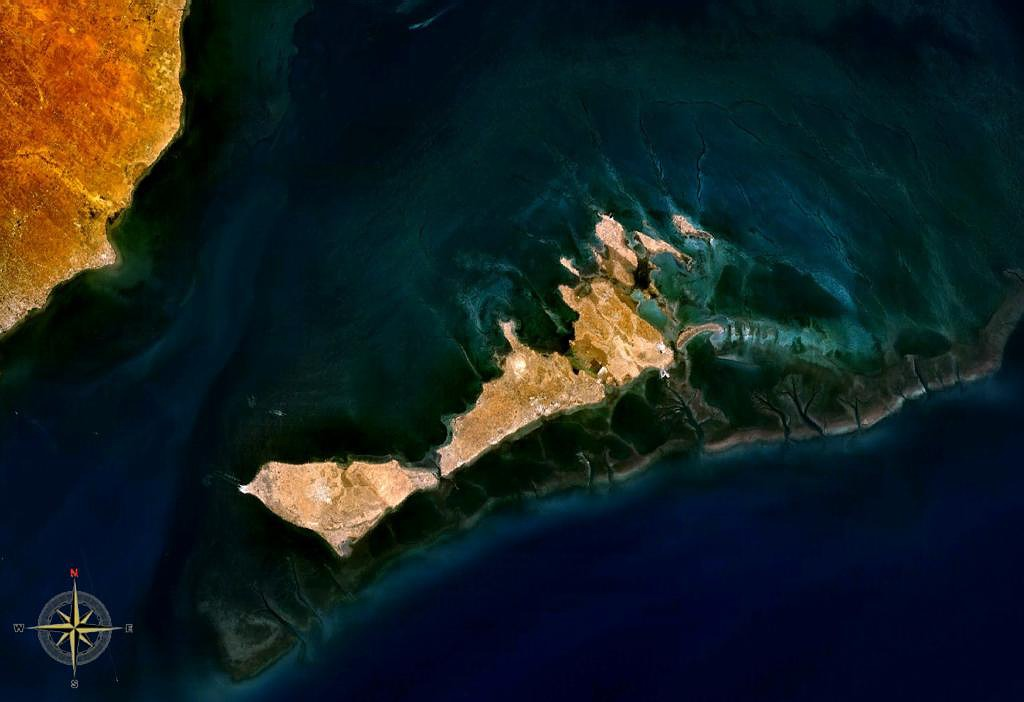
우주에서 바라본 케르케나 제도

케르케나제도(영어: Kerkennah Islands, 튀니지 아랍어: قرقنة qarqna, 고대 그리스어: Κέρκιννα Cercinna, 스페인어: Querquenes)는 튀니지 동부 해안의 가베스만, 북위 34°42′N 11°11′E에 위치한 섬들의 그룹이다. 이 제도는 해발 13미터(43피트)를 넘지 않는 저지대이다. 주요 섬들은 체르기섬과 가르비섬이다. 이 제도의 면적은 160평방킬로미터(62평방마일)이고 인구는 15,501명(2014년 기준)이다.

## 같이 보기
- 케르케나제도저빌